# Petrus Naghel
Petrus Naghel was misschien de man die een invloedrijke Middelnederlandse vertaling van de Bijbel produceerde, de Hernse Bijbel. Petrus Naghel was een kartuizermonnik die leefde in de 14e eeuw (?-1395). Hij was prior van het kartuizerklooster op 't Kiel (1362-1365) en van het kartuizerklooster van Herne (1366-1369). Volgens Mikel Kors zou Naghel de "Bijbelvertaler van 1360" zijn, zoals men de auteur van de Hernse Bijbel noemde voor men hem geïdentificeerd had. Volgens een aantal wetenschappers zijn er echter onvoldoende argumenten om de "Bijbelvertaler van 1360" met Petrus Naghel te identificeren.
In de periode 1357-1395 vertaalde deze monnik zestien werken uit de christelijke Latijnse literatuur naar het Middelnederlands:
onder andere Legenda Aurea, een Historiebijbel, Gregorius de Grotes Homiliae in Evangelia en Dialogi, Cassianus' Collationes patrum, Vitae patrum en meer.

## Naghels Historiebijbel: deHernse Bijbel
Op vraag van de Brusselse patriciër Jan Tay(e), werkte Petrus Naghel aan een historiebijbel. Basis voor deze vertaling was de Vulgaat, maar ook Comestors Historia Scholastica.
Een eerste deel voltooide hij op 12 juni 1360:
- Pentateuch
- Jozua
- Richteren
- Ruth
- I en II Samuel
- I en II Koningen
- Tobias
- Ezechiël (naar Comestors Historia scholastica)
- Daniël
- Habakuk (naar Comestors Historia scholastica)

Het tweede deel werd voltooid op 23 juni 1361:
- Cyrus
- Judith
- Ezra (naar Comestors Historia scholastica)
- Nehemia (naar Comestors Historia scholastica)
- Esther
- Job
- Alexander
- I Makkabeeën en II Makkabeeën
- Jan Hyrcanus (= III Makkabeeën)
- Destructie van Jeruzalem (bewerking van de vertaling door Jacob van Maerlant van Josephus Flavius' De Bello Iudaico)
- Evangeliënharmonie (bewerking van een vroegere Middelnederlandse evangeliënharmonie)
- Handelingen van de Apostelen.

Tussen 1361 en 1372 vertaalde Naghel nog meer boeken uit het Oude Testament, eveneens op vraag van Jan Tay:
- Spreuken
- Prediker
- Hooglied
- De wijsheid van Salomo
- Jezus Sirach (Ecclesiasticus).

Deze vijf boeken zijn in de meeste handschriften ingevoegd tussen Job en Alexander, maar de vertaling gebeurde wel degelijk na de historische boeken van het Oude en Nieuwe Testament.
Naghel maakte ook een vertaling van de Psalmen, maar de datum van vertaling is niet bekend.
Waarschijnlijk in 1383 vertaalde Naghel ook nog Jesaja, Jeremia, Klaagliederen en Ezechiël (deze keer uit de Vulgaat).
Naghel kwam zo heel dicht bij een complete Bijbel in het Middelnederlands. Opmerkelijke afwezigen zijn de Brieven uit het Nieuwe Testament en de Openbaring van Johannes. I en II Kronieken sloeg Naghel over, omdat de inhoud daarvan al in de boeken van de Koningen te vinden was.

## Overzicht van toegeschreven vertalingen
- Jacobus van Voragine, Legenda Aurea, voltooid op 9 januari 1357
- De Hernse Bijbel (ca. 1360-1385)
- Benedictus van Nursia, Regula Monachorum, voltooid op 13 januari 1373
- Gregorius de Grote, Homiliae XL in Evangelia, voltooid tijdens de vasten van 1381
- Johannes Cassianus, Collationes patrum, voltooid op 5 januari 1383
- Ps.-Bonaventura, Stimulus amoris, voltooid in maart 1387
- Gregorius de Grote, Libri IV dialogorum de vita et miraculis patrum Italicorum, voltooid op 4 november 1388
- Vitas patrum, datering onbekend

Verloren en toegeschreven vertalingen
- Gregorius de Grote, Homiliae in Hiezechihelem prophetam
- Bonaventura, Lignum vitae, voltooid op 2 augustus 1386
- Bernardus van Clairvaux, Homiliae IV de laudibus Virginis Matris super verba Evangelii Missus est angelus Gabriel